# Peter Fairclough (Musiker)
Peter Fairclough (* 12. August 1956) ist ein britischer Jazz-Schlagzeuger, Komponist und Bandleader.

## Leben und Wirken
Fairclough graduierte am City of Leeds College of Music und arbeitete in der britischen Musikszene u. a. mit Keith Tippett, Paul Dunmall, Ute Lemper, Huw Warren, Peter Whyman, Mike Westbrook, John Harle, Kenny Davern und Peter King. Von 1987 bis 1991 bildete er ein Trio mit Steve Berry und Mark Lockheart; ferner arbeitete er in verschiedenen Formationen von Keith Tippett und mit seinem eigenen Ensemble, The Fairclough Group. 1995 erhielt er den Peter Whittingham Award. Er unterrichtet Schlagzeug am Liverpool Institute for Performing Arts, Leeds College of Music, an der Derby University und am University Centre Barnsley.

## Diskographische Hinweise
- The Fairclough Group – Shepherd Wheel (1995), mit Paul Dunmall, Pete Saberton, Pete Whyman, Richard Bolton, Tim Harries
- Peter Fairclough – Permission (ASC Records, 1997), mit Dudley Phillips, Mike Walker, Tim Whitehead
- Paul Dunmall, Pete Fairclough, Philip Gibbs, Keith Tippett – Onosante (DUNS, 2000)
- Peter Fairclough & Keith Tippett – Imago (Jazzprint, 2003)
- Wild Silk (ASC), mit Keith Tippett
- Martin Archer, Corey Mwamba, Seth Bennett und Peter Fairclough: Sunshine! Quartet (2017)